# Luteobalmus hamatus
Luteobalmus hamatus är en insektsart som beskrevs av Freytag 2006. Luteobalmus hamatus ingår i släktet Luteobalmus och familjen dvärgstritar. Inga underarter finns listade i Catalogue of Life.